# Беотијски рат
Беотијски рат вођен је у периоду од 378. до 371. п. н. е. између Спарте са једне и Атине, Беотијског савеза и разних мањих полиса са друге стране. Означава крај спартанске и почетак тебанске хегемоније.

## Увод
Теба је у Пелопонеском рату учествовала против Атине. Међутим, убрзо након завршетка рата у граду је извршен државни удар. Лаконофилске приталице олигархије су збачене. Заменила их је странка средњих и ситних земљопоседника. Теба постаје центар устанка против спартанске хегемоније. Убрзо против Спарте је основан савез грчких полиса подстакнути Персијом. Тај устанак познат је под називом Коринтски рат. Спарта је на бојном пољу поражена, па ступа у преговоре са Персијом. Спартанце је заступао Анталкида. Он је успео да придобије персијског сатрапа на своју страну. Персијска помоћ Атини је обустављена. Чим је финансијска подршка престала да се улива у атинску благајну, Атина је почела да слаби. Између Спарте и осталих полиса склопљен је Анталкидов или Царски мир којим је спартанска хегемонија поново успостављена. Истим споразумом распуштен је Беотијски савез.

## Устанак у Теби
У лето 379. п. н. е. изби устанак у Теби. Мања група одважних под вођством Пелопиде побила је руководиоце олигархије и ослободила демократе из тамница. Тебанци су отпочели напад на Кадмеју која се убрзо предаје. На предлог Епаминонда, још једног од учесника, у Теби је успостављено демократско државно уређење. Поход спартанског краља Клеомброта који је притекао олигарсима у помоћ завршен је неуспехом.

## Улазак Атине у рат
Након неуспешног похода на Тебу, војсковође Сфордија и Фебида прелазе границу Атике. Намера им је била да се освајањем Атине искупе за неуспех у Беотији. Међутим, на први знак опасности Атињани се окупише у Пиреју и организоваше одбрану. Сфордија је морао да одустане. Овај неуспешан поход на Атину довео је до раскида мира између Спарте и Атине. Атина оснива Други атински поморски савез и придружује се Беотији у рату против Спарте. Исте године савезницима се придружује и Халкидички савез.

## Рат
Нашавши се поново на челу поморске државе, Атина нагло јача. Бројне унутрашње реформе подигле су борбену способност земље. Поморска диверзија Спарте имала је жалосне последице. У крвавој бици код Наксоса спартанска флота потпуно је потучена. Атињани поново постају господари Егејског мора. У савез 375. п. н. е. улазе Киклади, Халкидики, Абдера, Коркира, Кефалонија и низ мањих полиса. Спарта је приморана на преговоре. Мировним споразумом из 374. п. н. е. Спарта је признала Атински поморски и Беотијски савез.
Уговор је, међутим, остао мртво слово на папиру. Рат је настављен, углавном на штету Спарте, све до 371. п. н. е. када Спарта поново сазива мировни конгрес. Рат са Атином је завршен, али рат са Беотијом и Тесалијом је настављен.

## Битка код Леуктре
Спартански краљ Клеомброт добио је од ефора наређење да нападне Тебу. По Епаминондином савезу, Беоћани не узмичу већ им полазе у сусрет. Битка која је одлучила исход рата одиграла се код Леуктре 5. августа 371. п. н. е. Тебанска армија од 7000 војника под командом Епаминонде је тактиком „косог строја” поразила „непобедиву” спартанску армију од 10.000 људи. За победу су заслужни одреди Свете чете који су се састојали од 300 војника аристократа.

## Последице
Битка код Леуктре је од изузетног значаја за историју Старе Грчке. Спартанци се повлаче на Пелопонез. Битком је завршена хегемонија Спарте. Фокида, Локрида, Етолија, Акарнанија и Еубеја улазе у Беотијски савез. У ту сврху, Акарнанија и Еубеја иступиле су из Атинског поморског савеза. Пелопонески савез се распао, а дотадашње чланице покушавају да се ослободе спартанског утицаја и уведу демократско уређење. У томе добијају свесрдну помоћ Тебе која ће у наредним годинама предузети неколико похода на Спарту. Тебанска хегемонија трајаће 9 година, све до битке код Мантинеје у којој ће на страни Спарте учествовати и Атина.